# Fluorarrojadita-(BaFe)
La fluorarrojadita-(BaFe) és un mineral de la classe dels fosfats, que pertany al grup de l'arrojadita.

## Característiques
La fluorarrojadita-(BaFe) és un fosfat de fórmula química {Ba◻}{Fe2+◻}{Ca}{Na₂◻}{Fe132+}{Al}(PO₄)11(HPO₄)F₂. Va ser aprovada com a espècie vàlida per l'Associació Mineralògica Internacional l'any 2006. Cristal·litza en el sistema monoclínic.
Segons la classificació de Nickel-Strunz, la fluorarrojadita-(BaFe) pertany a «08.BF: Fosfats, etc. amb anions addicionals, sense H₂O, amb cations de mida mitjana i gran, (OH, etc.):RO₄ < 0,5:1» juntament amb els següents minerals: arrojadita-(KFe), dickinsonita-(KMnNa), sigismundita, arrojadita-(SrFe), arrojadita-(KNa), arrojadita-(PbFe), arrojadita-(NaFe), arrojadita-(BaNa), fluorarrojadita-(KNa), fluorarrojadita-(NaFe), samuelsonita, grifita i nabiasita.

## Formació i jaciments
Va ser descoberta a Sidi Bou Kricha, a la prefecrura de Marrakech, a la regió de Marràqueix-Tensift-El-Haouz (Marroc). També ha estat descrita a la mina Elisabeth, al comtat de Rožňava (Regió de Košice, Eslovàquia). Aquests dos indrets són els únics de tot el planeta on ha estat descrita aquesta espècie mineral.